# Anesteziologie
Anesteziologia este specialitatea medicală care se ocupă de îngrijirea perioperatorie totală a pacienților înainte, în timpul și după operație. Cuprinde anestezie, medicină de terapie intensivă, medicină de urgență critică și medicament pentru durere. Un medic specializat în anestezie se numește anestezist.